# Maquis de la Maison rouge
Le maquis de la Maison rouge est un maquis de la Seconde Guerre mondiale créé le 5 juillet 1943 au lieu-dit du même nom en la commune des Touches.

## Histoire
La création du maquis remonte à juin 1943 quand Claude Gonord, membre du réseau de la résistance appelé Éleuthère âgé de 21 ans alors recherché par la Gestapo, intègre le maquis. Il reçoit alors l'ordre de créer un maquis en Loire-Inférieure. À cette fin, il est présenté à Pierre Martin, un ancien poilu qui abrite, dans sa ferme du lieu-dit la Maison rouge, des réfractaires au service du travail obligatoire. Sa confiance envers Pierre Matin et les autres réfractaires le conduit à révéler au propriétaire son ordre.
Le 5 juillet 1943, le maquis de la Maison rouge est créé aux Touches. Il recrute des habitants de la commune, dont son second, Louis Loisel, qui connaissent la région.
Le 16 octobre 1943, les membres du maquis sont passés en revue par les cadres régionaux.
Claude Gonord est déporté le 19 décembre 1943.

## Sources